# 美国艾奥瓦南区联邦地区法院
美国艾奥瓦南区联邦地区法院 （引用时缩写为S.D. Iowa）是美国94个、艾奥瓦州2个联邦地区法院之一。该法院审理后的案件需上诉至第八巡回法院，专利及《塔克法案》相关的案件需上诉至联邦巡回区法院。该法院位于德梅因，司法管辖权覆盖艾奥瓦州南部47个郡。